# Ciro Saraiva
João Ciro Saraiva de Oliveira (Quixadá , 1938 - Fortaleza, 27 de junho de 2015), mais conhecido como J. Ciro Saraiva, foi um radialista, jornalista e escritor brasileiro.

## Carreira
Começou no jornalismo em 1953, no jornal O Estado. Posteriormente ingressou nos jornais Correio do Ceará, O Povo e Tribuna do Ceará. Foi radialista nas emissoras Ceará Rádio Clube, Rádio Dragão do Mar e Rádio Uirapuru. Na TV, trabalhou na TV Cidade e foi diretor de jornalismo da TV Ceará.
Foi Secretário de Comunicação dos Governos Manuel de Castro Filho (1981/1982) e Gonzaga Mota (1982/1986) e fez parte da equipe de marketing da vitoriosa campanha de Tasso Jereissati ao Governo do Estado, em 1986. 

## Literatura
Em 2011 lançou o livro “Nos tempos dos Coronéis”, em que relata os principais fatos da política cearense durante a época do Regime Militar, do Governo de Parsival Barroso, em 1960, à campanha de Tasso Jereissati, em 1986.